# Roller aux Jeux mondiaux de 2022
Navigation
Wrocław 2017 Chengdu 2025
Les épreuves de roller aux Jeux mondiaux de 2022 ont lieu du 8 au 17 juillet 2022. Trois disciplines sont inscrites au programme :
- le patinage artistique en roller qui se déroule au CrossPlex (hommes, femmes et danse en couple) ;
- un tournoi masculin de roller hockey qui se déroule aussi au CrossPlex ;
- le roller de vitesse, sur piste et sur route, qui se concoure au Powell Steam Plant.

## Patinage artistique
| Rang               | Patineur                      | Programme court | Programme long | Total  |
| ------------------ | ----------------------------- | --------------- | -------------- | ------ |
| Médaille d'or      | Pau Garcia Domec              | 89,99           | 186,06         | 276,05 |
| Médaille d'argent  | Alessandro Liberatore         | 86,18           | 149,82         | 236,00 |
| Médaille de bronze | Tim Niclas Schubert           | 65,57           | 123,29         | 188,86 |
| 4                  | Diogo Antonio Cunha Craveiro  | 58,13           | 121,56         | 179,69 |
| 5                  | Juan Sebastián Lemus Otálora  | 61,51           | 101,62         | 163,13 |
| 6                  | Thiago Tortato                | 44,31           | 89,42          | 133,73 |
| 7                  | Victor Florencio Lopez Blanco | 44,16           | 79,17          | 123,33 |
| 8                  | Collin Motley                 | 35,35           | 65,79          | 101,14 |

| Rang               | Patineuse            | Programme court | Programme long | Total  |
| ------------------ | -------------------- | --------------- | -------------- | ------ |
| Médaille d'or      | Rebecca Tarlazzi     | 79,45           | 114,21         | 193,66 |
| Médaille d'argent  | Andrea Silva Pascual | 62,30           | 101,63         | 163,93 |
| Médaille de bronze | Carla Escrich        | 62,21           | 98,68          | 160,89 |
| 4                  | Micol Zangoli        | 56,20           | 85,81          | 142,01 |
| 5                  | Bianca Corteze       | 48,05           | 72,19          | 120,24 |
| 6                  | Ashley Clifford      | 44,89           | 73,96          | 118,85 |
| 7                  | Carolina Burwan      | 41,71           | 72,19          | 113,90 |
| 8                  | Ludivine Malle       | 33,15           | 62,37          | 95,52  |

| Rang               | Patineurs                                 | Pays       | Danse originale | Danse libre | Total  |
| ------------------ | ----------------------------------------- | ---------- | --------------- | ----------- | ------ |
| Médaille d'or      | Ana Luisa Monteiro Pedro Monteiro         | Portugal   | 55,2            | 83,54       | 138,76 |
| Médaille d'argent  | Asya Sofia Testoni Giovanni Piccolantonio | Italie     | 54,18           | 84,55       | 138,73 |
| Médaille de bronze | Brayan Carreno Daniela Gerena             | Colombie   | 46,30           | 60,38       | 106,68 |
| 4                  | Madison Marie Kellis Raphael Amador       | États-Unis | 38,40           | 54,02       | 92,42  |

## Roller hockey

### Phase de poules
- En gras, qualifié pour les demi-finales

| Cla | Équipe     | J | G | N | P | Pts | PP | PC | Diff |
| --- | ---------- | - | - | - | - | --- | -- | -- | ---- |
| 1   | États-Unis | 3 | 3 | 0 | 0 | 9   | 23 | 6  | 17   |
| 2   | France     | 3 | 2 | 0 | 1 | 6   | 11 | 8  | 3    |
| 3   | Canada     | 3 | 1 | 0 | 2 | 3   | 10 | 13 | -3   |
| 4   | Colombie   | 3 | 0 | 0 | 3 | 0   | 2  | 19 | -17  |

| 8 juillet  | France     | 5 | 0 | Colombie   |
| 8 juillet  | Canada     | 3 | 8 | États-Unis |
| 9 juillet  | Colombie   | 1 | 5 | Canada     |
| 9 juillet  | États-Unis | 6 | 2 | France     |
| 10 juillet | France     | 4 | 2 | Canada     |
| 10 juillet | États-Unis | 9 | 1 | Colombie   |

| Cla | Équipe   | J | G | N | P | Pts | PP | PC | Diff |
| --- | -------- | - | - | - | - | --- | -- | -- | ---- |
| 1   | Tchéquie | 3 | 2 | 0 | 1 | 6   | 23 | 5  | 18   |
| 2   | Italie   | 3 | 2 | 0 | 1 | 0   | 11 | 8  | 3    |
| 3   | Suisse   | 3 | 2 | 0 | 1 | 0   | 10 | 18 | -8   |
| 4   | Lettonie | 3 | 0 | 0 | 3 | 0   | 4  | 17 | -13  |

| 8 juillet  | Italie   | 1 | 4  | Suisse   |
| 8 juillet  | Tchéquie | 5 | 1  | Lettonie |
| 9 juillet  | Lettonie | 2 | 7  | Italie   |
| 9 juillet  | Suisse   | 1 | 16 | Tchéquie |
| 10 juillet | Suisse   | 5 | 1  | Lettonie |
| 10 juillet | Tchéquie | 2 | 3  | Italie   |

### Matches de classement
|  | Match de classement | Match de classement |                        |   | Match pour la 5e place | Match pour la 5e place |
|  | Match de classement | Match de classement |                        |   | Match pour la 5e place | Match pour la 5e place |
|  |                     |                     |                        |   |                        |                        |
|  | 11 juillet 9h00     | 11 juillet 9h00     |                        |   | 12 juillet 10h30       | 12 juillet 10h30       |
|  | 11 juillet 9h00     | 11 juillet 9h00     |                        |   | 12 juillet 10h30       | 12 juillet 10h30       |
|  | Suisse              | 4                   |                        |   | 12 juillet 10h30       | 12 juillet 10h30       |
|  | Suisse              | 4                   |                        |   | 12 juillet 10h30       | 12 juillet 10h30       |
|  | Colombie            | 5                   |                        |   | 12 juillet 10h30       | 12 juillet 10h30       |
|  | Colombie            | 5                   | Colombie               | 1 |                        |                        |
|  | 11 juillet 10h30    |                     | Colombie               | 1 |                        |                        |
|  |                     | Canada              | 7                      |   |                        |                        |
|  | Canada              | Canada              | 7                      | 5 |                        |                        |
|  | Canada              |                     |                        | 5 |                        |                        |
|  | Lettonie            | 2                   |                        |   |                        |                        |
|  | Lettonie            | 2                   | Match pour la 7e place |   |                        |                        |
|  |                     |                     |                        |   |                        |                        |
|  | 12 juillet 9h00     |                     |                        |   |                        |                        |
|  |                     |                     |                        |   |                        |                        |
|  | Suisse              | 3                   |                        |   |                        |                        |
|  | Suisse              | 3                   |                        |   |                        |                        |
|  | Lettonie            | 4                   |                        |   |                        |                        |
|  | Lettonie            | 4                   |                        |   |                        |                        |

### Phase finale
|  | Demi-finales     | Demi-finales     |                        |   | Finale           | Finale           |
|  | Demi-finales     | Demi-finales     |                        |   | Finale           | Finale           |
|  |                  |                  |                        |   |                  |                  |
|  | 11 juillet 15h00 | 11 juillet 15h00 |                        |   | 12 juillet 15h45 | 12 juillet 15h45 |
|  | 11 juillet 15h00 | 11 juillet 15h00 |                        |   | 12 juillet 15h45 | 12 juillet 15h45 |
|  | Tchéquie         | 7                |                        |   | 12 juillet 15h45 | 12 juillet 15h45 |
|  | Tchéquie         | 7                |                        |   | 12 juillet 15h45 | 12 juillet 15h45 |
|  | France           | 2                |                        |   | 12 juillet 15h45 | 12 juillet 15h45 |
|  | France           | 2                | Tchéquie               | 1 |                  |                  |
|  | 11 juillet 16h30 |                  | Tchéquie               | 1 |                  |                  |
|  |                  | États-Unis       | 2                      |   |                  |                  |
|  | États-Unis       | États-Unis       | 2                      | 5 |                  |                  |
|  | États-Unis       |                  |                        | 5 |                  |                  |
|  | Italie           | 0                |                        |   |                  |                  |
|  | Italie           | 0                | Match pour la 3e place |   |                  |                  |
|  |                  |                  |                        |   |                  |                  |
|  | 12 juillet 14h15 |                  |                        |   |                  |                  |
|  |                  |                  |                        |   |                  |                  |
|  | Italie           | 2                |                        |   |                  |                  |
|  | Italie           | 2                |                        |   |                  |                  |
|  | France           | 5                |                        |   |                  |                  |
|  | France           | 5                |                        |   |                  |                  |

### Classement final
| Rang               | Équipe     |
| ------------------ | ---------- |
| Médaille d'or      | États-Unis |
| Médaille d'argent  | Tchéquie   |
| Médaille de bronze | France     |
| 4                  | Italie     |
| 5                  | Canada     |
| 6                  | Colombie   |
| 7                  | Lettonie   |
| 8                  | Suisse     |

## Vitesse
Légende
- Q : Qualifié pour le tour suivant

### Vitesse sur route

#### Sprint100m
Hommes
| Série | Rang | Patineur        | Temps    | Résultat |
| ----- | ---- | --------------- | -------- | -------- |
| 1     | 1    | James Adler     | 10 s 796 |          |
| 2     | 1    | Jorge Martinez  | 10 s 104 | Q        |
| 2     | 2    | Jose Moncada    | 10 s 582 |          |
| 3     | 1    | Walter Urrutia  | 10 s 298 | Q        |
| 3     | 2    | Dhanush Babu    | 10 s 381 |          |
| 4     | 1    | Francisco Reyes | 10 s 112 | Q        |
| 4     | 2    | Bayron Siles    | 10 s 563 |          |
| 5     | 1    | Duccio Marsili  | 10 s 063 | Q        |
| 5     | 2    | Kuo Li-yang     | 10 s 073 | Q        |
| 6     | 1    | Yvan Sivilier   | 10 s 187 | Q        |
| 6     | 2    | Ricardo Verdugo | 10 s 300 |          |
| 7     | 1    | Andres Jimenez  | 10 s 017 | Q        |
| 7     | 2    | Simon Albrecht  | 10 s 112 | Q        |

| Série | Rang | Patineur        | Temps    | Résultat |
| ----- | ---- | --------------- | -------- | -------- |
| 1     | 1    | Jorge Martinez  | 10 s 019 | Q        |
| 1     | 2    | Francisco Reyes | 10 s 182 |          |
| 2     | 1    | Kuo Li-yang     | 9 s 985  | Q        |
| 2     | 2    | Simon Albrecht  | 10 s 093 |          |
| 3     | 1    | Duccio Marsili  | 10 s 068 | Q        |
| 3     | 2    | Yvan Sivilier   | 10 s 180 |          |
| 4     | 1    | Andres Jimenez  | 10 s 085 | Q        |
| 4     | 2    | Walter Urrutia  | 10 s 290 |          |

| Série | Rang | Patineur       | Temps    | Résultat           |
| ----- | ---- | -------------- | -------- | ------------------ |
| 1     | 1    | Jorge Martinez | 10 s 000 | Q                  |
| 1     | 2    | Duccio Marsili | 10 s 150 | Médaille de bronze |
| 2     | 1    | Kuo Li-yang    | 10 s 015 | Q                  |
| 2     | 2    | Andres Jimenez | 10 s 310 |                    |

| Série | Rang              | Patineur       | Temps    |
| ----- | ----------------- | -------------- | -------- |
| 1     | Médaille d'or     | Jorge Martinez | 9 s 972  |
| 1     | Médaille d'argent | Kuo Li-yang    | 10 s 143 |

Femmes
| Série | Rang | Patineuse               | Temps    | Résultat |
| ----- | ---- | ----------------------- | -------- | -------- |
| 1     | 1    | Jazzmyn Foster          | 11 s 357 | Q        |
| 2     | 1    | Carolina Huerta         | 11 s 381 |          |
| 2     | 2    | Varsha Puranik          | 11 s 594 |          |
| 3     | 1    | Idalis de Leon          | 11 s 319 | Q        |
| 3     | 2    | Karinne Tam             | 11 s 861 |          |
| 4     | 1    | Solymar del Valle Vivas | 11 s 559 |          |
| 4     | 2    | Adriana Cantillo        | Forfait  |          |
| 5     | 1    | Asja Varani             | 10 s 910 | Q        |
| 5     | 2    | Micaela Siri            | 11 s 986 |          |
| 6     | 1    | Chen Ying-chu           | 10 s 916 | Q        |
| 6     | 2    | Maria Moya              | 10 s 960 | Q        |
| 7     | 1    | Mathilde Pédronno       | 10 s 965 | Q        |
| 7     | 2    | Nerea Langa             | 11 s 019 | Q        |
| 8     | 1    | Geiny Pájaro            | 10 s 675 | Q        |
| 8     | 2    | Anna Schimek            | 12 s 634 |          |

| Série | Rang | Patineuse         | Temps    | Résultat |
| ----- | ---- | ----------------- | -------- | -------- |
| 1     | 1    | Maria Moya        | 10 s 893 | Q        |
| 1     | 2    | Mathilde Pédronno | 10 s 988 |          |
| 2     | 1    | Chen Ying-chu     | 10 s 830 | Q        |
| 2     | 2    | Nerea Langa       | 11 s 086 |          |
| 3     | 1    | Asja Varani       | 10 s 858 | Q        |
| 3     | 2    | Idalis de Leon    | 11 s 206 |          |
| 4     | 1    | Geiny Pájaro      | 10 s 618 | Q        |
| 4     | 2    | Jazzmyn Foster    | 11 s 492 |          |

| Série | Rang | Patineuse     | Temps    | Résultat           |
| ----- | ---- | ------------- | -------- | ------------------ |
| 1     | 1    | Chen Ying-chu | 11 s 000 | Q                  |
| 1     | 2    | Asja Varani   | 11 s 153 | Médaille de bronze |
| 2     | 1    | Geiny Pájaro  | 10 s 630 | Q                  |
| 2     | 2    | Maria Moya    | 11 s 022 |                    |

| Série | Rang              | Patineuse     | Temps    |
| ----- | ----------------- | ------------- | -------- |
| 1     | Médaille d'or     | Geiny Pájaro  | 10 s 733 |
| 1     | Médaille d'argent | Chen Ying-chu | 10 s 854 |

#### Sprint un tour
Hommes
| Série | Rang | Patineur        | Temps         | Résultat |
| ----- | ---- | --------------- | ------------- | -------- |
| 1     | 1    | Duccio Marsili  | 1 min 5 s 75  | Q        |
| 1     | 2    | Jose Moncada    | 1 min 8 s 16  | Q        |
| 1     | 3    | James Sadler    | 1 min 8 s 29  | Q        |
| 1     | 4    | Francisco Reyes | 1 min 9 s 0   |          |
| 1     | -    | Andres Jimenez  | Forfait       |          |
| 2     | 1    | Simon Albrecht  | 1 min 614 s   | Q        |
| 2     | 2    | Kuo Li-Yang     | 1 min 8 s 72  | Q        |
| 2     | 3    | Bayron Siles    | 1 min 8 s 97  |          |
| 2     | 4    | Jorge Martinez  | 1 min 10 s 17 |          |
| 3     | 1    | Yvan Sivilier   | 1 min 5 s 44  | Q        |
| 3     | 2    | Dhanush Babu    | 1 min 6 s 18  | Q        |
| 3     | 3    | Ricardo Verdugo | 1 min 6 s 44  | Q        |
| 3     | 4    | Walter Urrutia  | 1 min 11 s 88 |          |

| Série | Rang | Patineur        | Temps         | Résultat |
| ----- | ---- | --------------- | ------------- | -------- |
| 1     | 1    | Yvan Sivilier   | 1 min 6 s 16  | Q        |
| 1     | 2    | Ricardo Verdugo | 1 min 6 s 34  | Q        |
| 1     | 3    | Dhanush Babu    | 1 min 6 s 49  |          |
| 1     | 4    | Kuo Li-Yang     | 1 min 9 s 78  |          |
| 2     | 1    | Duccio Marsili  | 1 min 5 s 74  | Q        |
| 2     | 2    | Simon Albrecht  | 1 min 6 s 54  | Q        |
| 2     | 3    | Jose Moncada    | 1 min 8 s 13  |          |
| 2     | 4    | James Sadler    | 1 min 11 s 48 |          |

| Série | Rang               | Patineur        | Temps        |
| ----- | ------------------ | --------------- | ------------ |
| 1     | Médaille d'or      | Duccio Marsili  | 1 min 3 s 75 |
| 1     | Médaille d'argent  | Yvan Sivilier   | 1 min 4 s 97 |
| 1     | Médaille de bronze | Simon Albrecht  | 1 min 5 s 57 |
| 1     | 4                  | Ricardo Verdugo | 1 min 5 s 60 |

Femmes
| Série | Rang | Patineuse         | Temps         | Résultat |
| ----- | ---- | ----------------- | ------------- | -------- |
| 1     | 1    | Geiny Pájaro      | 1 min 10 s 63 | Q        |
| 1     | 2    | Solymar Vivas     | 1 min 11 s 91 | Q        |
| 1     | 3    | Micaela Siri      | 1 min 13 s 33 |          |
| 2     | 1    | Anna Schimek      | 1 min 10 s 09 | Q        |
| 2     | 2    | Asja Varani       | 1 min 12 s 93 |          |
| 2     | 3    | Jazzmyn Foster    | 1 min 14 s 06 |          |
| 2     | 4    | Adriana Cantillo  | Forfait       |          |
| 3     | 1    | Nerea Langa       | 1 min 10 s 83 | Q        |
| 3     | 2    | Chen Ying-chu     | 1 min 10 s 85 | Q        |
| 3     | 3    | Idalis de Leon    | 1 min 12 s 26 | Q        |
| 3     | 4    | Carolina Huerta   | 1 min 12 s 51 | Q        |
| 4     | 1    | Mathilde Pédronno | 1 min 12 s 66 | Q        |
| 4     | 2    | Varsha Puranik    | 1 min 13 s 26 |          |
| 4     | 3    | Karinne Tam       | 1 min 18 s 98 |          |
| 4     | 4    | Maria Moya        | Forfait       |          |

| Série | Rang | Patineuse         | Temps         | Résultat |
| ----- | ---- | ----------------- | ------------- | -------- |
| 1     | 1    | Chen Ying-chu     | 1 min 9 s 67  | Q        |
| 1     | 2    | Mathilde Pédronno | 1 min 9 s 82  | Q        |
| 1     | 3    | Anna Schimek      | 1 min 9 s 99  |          |
| 1     | 4    | Solymar Vivas     | 1 min 10 s 52 |          |
| 2     | 1    | Nerea Langa       | 1 min 12 s 34 | Q        |
| 2     | 2    | Geiny Pájaro      | 1 min 13 s 23 | Q        |
| 2     | 3    | Idalis de Leon    | 1 min 13 s 60 |          |
| 2     | 4    | Carolina Huerta   | Disqualifiée  |          |

| Série | Rang               | Patineuse         | Temps         |
| ----- | ------------------ | ----------------- | ------------- |
| 1     | Médaille d'or      | Nerea Langa       | 1 min 9 s 28  |
| 1     | Médaille d'argent  | Mathilde Pédronno | 1 min 9 s 95  |
| 1     | Médaille de bronze | Chen Ying-chu     | 1 min 12 s 29 |
| 1     | 4                  | Geiny Pájaro      | 1 min 13 s 22 |

#### 10 000mà points
| Rang               | Patineur           | Points  |
| ------------------ | ------------------ | ------- |
| Médaille d'or      | Bart Swings        | 27      |
| Médaille d'argent  | Daniel Zapata      | 8       |
| Médaille de bronze | Mike Páez          | 2       |
| 4                  | Giuseppe Bramante  | 2       |
| 5                  | Francisco Peula    | 2       |
| 6                  | Miguel Fonseca     | 1       |
| 7                  | Michael Garcia     | 0       |
| 8                  | Carlos Tarazona    | 0       |
| 9                  | Christian Kromoser | 0       |
| 10                 | Santiago Roumec    | 0       |
| 11                 | Michal Prokop      | 0       |
| 12                 | David Sarmiento    | 0       |
| 13                 | Nils Buhnemann     | 0       |
| 14                 | Ku Chang-Chin      | 0       |
| 15                 | Hugo Ramirez       | Forfait |
| 16                 | Martin Ferrié      | Forfait |

| Rang               | Patineuse            | Points  |
| ------------------ | -------------------- | ------- |
| Médaille d'or      | Gabriela Vargas      | 12      |
| Médaille d'argent  | Johana Viveros       | 10      |
| Médaille de bronze | Marine Lefeuvre      | 8       |
| 4                  | Valentina Letelier   | 5       |
| 5                  | Aarathy Kasturi      | 2       |
| 6                  | Rocio Berbel         | 2       |
| 7                  | Angy Quintero        | 2       |
| 8                  | Yang Yung-chi        | 1       |
| 9                  | Larissa Gaiser       | 0       |
| 10                 | Alejandra Traslaviña | 0       |
| 11                 | Dominika Gardi       | 0       |
| 12                 | Angelica Diaz        | 0       |
| 13                 | Luisa Woolaway       | 0       |
| 14                 | Kelsey Rodgers       | 0       |
| 15                 | Vanessa Wong         | Abandon |
| 15                 | Yuliana Abarca       | Abandon |

#### 15 000m
| Rang               | Patineur           | Temps           | Écart           |
| ------------------ | ------------------ | --------------- | --------------- |
| Médaille d'or      | Bart Swings        | 25 min 43 s 092 | -               |
| Médaille d'argent  | Martin Ferrié      | 26 min 28 s 464 | +45 s 372       |
| Médaille de bronze | Francisco Peula    | 26 min 30 s 817 | +47 s 725       |
| 4                  | Mike Páez          | 26 min 47 s 781 | +1 min 4 s 689  |
| 5                  | Giuseppe Bramante  | 27 min 21 s 934 | +1 min 38 s 842 |
| 6                  | Ku Chang-chin      | Éliminé         | Éliminé         |
| 7                  | Christian Kromoser | Éliminé         | Éliminé         |
| 8                  | Hugo Ramirez       | Éliminé         | Éliminé         |
| 9                  | Michal Prokop      | Éliminé         | Éliminé         |
| 10                 | Nils Buhnemann     | Éliminé         | Éliminé         |
| 11                 | David Sarmiento    | Éliminé         | Éliminé         |
| 12                 | Miguel Fonseca     | Éliminé         | Éliminé         |
| 13                 | Michael Garcia     | Éliminé         | Éliminé         |
| 14                 | Santiago Roumec    | Éliminé         | Éliminé         |
| 15                 | Daniel Zapata      | Éliminé         | Éliminé         |
| 16                 | Carlos Tarazona    | Éliminé         | Éliminé         |

| Rang               | Patineuse            | Temps           | Écart           |
| ------------------ | -------------------- | --------------- | --------------- |
| Médaille d'or      | Johana Viveros       | 29 min 32 s 728 | -               |
| Médaille d'argent  | Valentina Letelier   | 29 min 33 s 173 | +0 s 445        |
| Médaille de bronze | Marine Lefeuvre      | 29 min 33 s 895 | +1 s 167        |
| 4                  | Alejandra Traslaviña | 30 min 45 s 948 | +1 min 13 s 220 |
| 5                  | Angy Quintero        | Éliminée        | Éliminée        |
| 6                  | Gabriela Vargas      | Éliminée        | Éliminée        |
| 7                  | Aarathy Kasturi      | Éliminée        | Éliminée        |
| 8                  | Larissa Gaiser       | Éliminée        | Éliminée        |
| 9                  | Yang Yung-chi        | Éliminée        | Éliminée        |
| 10                 | Angelica Diaz        | Éliminée        | Éliminée        |
| 11                 | Dominika Gardi       | Éliminée        | Éliminée        |
| 12                 | Luisa Woolaway       | Éliminée        | Éliminée        |
| 13                 | Kelsey Rodgers       | Éliminée        | Éliminée        |
| 14                 | Rocio Berbel         | Éliminée        | Éliminée        |
| 15                 | Vanessa Wong         | Éliminée        | Éliminée        |
| 16                 | Yuliana Abarca       | Éliminée        | Éliminée        |

### Vitesse sur piste

#### 200mcontre-la-montre
Hommes
| Rang | Patineur        | Temps    | Résultat |
| ---- | --------------- | -------- | -------- |
| 1    | Duccio Marsili  | 17 s 890 | Q        |
| 2    | Andres Jimenez  | 17 s 977 | Q        |
| 3    | Ricardo Verdugo | 18 s 013 | Q        |
| 4    | Yvan Sivilier   | 18 s 034 | Q        |
| 5    | Kuo Li-yang     | 18 s 059 | Q        |
| 6    | Jorge Martinez  | 18 s 200 | Q        |
| 7    | Simon Albrecht  | 18 s 205 | Q        |
| 8    | Francisco Reyes | 18 s 416 | Q        |
| 9    | Dhanush Babu    | 18 s 464 |          |
| 10   | Walter Urrutia  | 18 s 668 |          |
| 11   | Jose Moncada    | 18 s 751 |          |
| 12   | Bayron Siles    | 18 s 956 |          |
| 13   | James Sadler    | 19 s 277 |          |

| Rang               | Patineur        | Temps    |
| ------------------ | --------------- | -------- |
| Médaille d'or      | Duccio Marsili  | 17 s 835 |
| Médaille d'argent  | Andres Jimenez  | 17 s 873 |
| Médaille de bronze | Yvan Sivilier   | 18 s 009 |
| 4                  | Kuo Li-yang     | 18 s 067 |
| 5                  | Ricardo Verdugo | 18 s 102 |
| 6                  | Francisco Reyes | 18 s 193 |
| 7                  | Simon Albrecht  | 18 s 245 |
| 8                  | Jorge Martinez  | 18 s 296 |

Femmes
| Rang | Patineuse         | Temps    | Résultat |
| ---- | ----------------- | -------- | -------- |
| 1    | Geiny Pájaro      | 18 s 926 | Q        |
| 2    | Asja Varani       | 18 s 930 | Q        |
| 3    | Chen Ying-vhu     | 19 s 188 | Q        |
| 4    | Mathilde Pédronno | 19 s 373 | Q        |
| 5    | Maria Moya        | 19 s 435 | Q        |
| 6    | Anna Schimek      | 19 s 643 | Q        |
| 7    | Idalis de Leon    | 19 s 651 | Q        |
| 8    | Nerea Langa       | 19 s 678 | Q        |
| 9    | Carolina Huerta   | 19 s 883 |          |
| 10   | Solymar Vivas     | 20 s 000 |          |
| 11   | Jazzmyn Foster    | 20 s 229 |          |
| 12   | Varsha Puranik    | 20 s 472 |          |
| 13   | Micaela Siri      | 20 s 515 |          |
| 14   | Karinne Tam       | 20 s 813 |          |
| -    | Adriana Cantillo  | Forfait  |          |

| Rang               | Patineuse         | Temps    |
| ------------------ | ----------------- | -------- |
| Médaille d'or      | Geiny Pájaro      | 18 s 894 |
| Médaille d'argent  | Asja Varani       | 19 s 020 |
| Médaille de bronze | Chen Ying-vhu     | 19 s 053 |
| 4                  | Maria Moya        | 19 s 309 |
| 5                  | Mathilde Pédronno | 19 s 351 |
| 6                  | Nerea Langa       | 19 s 601 |
| 7                  | Idalis de Leon    | 19 s 661 |
| 8                  | Anna Schimek      | 19 s 750 |

#### 500msprint
Hommes
| Série | Rang | Patineur        | Temps    | Résultat |
| ----- | ---- | --------------- | -------- | -------- |
| 1     | 1    | Andres Jimenez  | 42 s 837 | Q        |
| 1     | 2    | Ricardo Verdugo | 43 s 085 | Q        |
| 1     | 3    | Kuo Li-yang     | 43 s 172 | Q        |
| 1     | 4    | Jose Moncada    | 44 s 746 |          |
| 1     | 5    | James Sadler    | 45 s 145 |          |
| 2     | 1    | Simon Albrecht  | 44 s 070 | Q        |
| 2     | 2    | Jorge Martinez  | 44 s 092 | Q        |
| 2     | 3    | Dhanush Babu    | 44 s 517 |          |
| 2     | 4    | Francisco Reyes | 44 s 813 |          |
| 3     | 1    | Duccio Marsili  | 43 s 494 | Q        |
| 3     | 2    | Yvan Sivilier   | 43 s 579 | Q        |
| 3     | 3    | Bayron Siles    | 43 s 699 | Q        |
| 3     | 4    | Walter Urrutia  | 45 s 935 |          |

| Série | Rang | Patineur        | Temps    | Résultat |
| ----- | ---- | --------------- | -------- | -------- |
| 1     | 1    | Andres Jimenez  | 43 s 964 | Q        |
| 1     | 2    | Duccio Marsili  | 44 s 113 | Q        |
| 1     | 3    | Yvan Sivilier   | 44 s 289 |          |
| 1     | 4    | Jorge Martinez  | 44 s 664 |          |
| 2     | 1    | Ricardo Verdugo | 43 s 910 | Q        |
| 2     | 2    | Kuo Li-yang     | 43 s 989 | Q        |
| 2     | 3    | Simon Albrecht  | 44 s 090 |          |
| 2     | 4    | Bayron Siles    | 44 s 407 |          |

| Série | Rang               | Patineur        | Temps    |
| ----- | ------------------ | --------------- | -------- |
| 1     | Médaille d'or      | Andres Jimenez  | 43 s 256 |
| 1     | Médaille d'argent  | Duccio Marsili  | 43 s 386 |
| 1     | Médaille de bronze | Kuo Li-yang     | 43 s 482 |
| 1     | 4                  | Ricardo Verdugo | 43 s 799 |

Femmes
| Série | Rang | Patineuse         | Temps    | Résultat |
| ----- | ---- | ----------------- | -------- | -------- |
| 1     | 1    | Chen Ying-chu     | 46 s 028 | Q        |
| 1     | 2    | Geiny Guzman      | 46 s 141 | Q        |
| 1     | 3    | Carolina Huerta   | 47 s 312 |          |
| 2     | 1    | Anna Schimek      | 46 s 038 | Q        |
| 2     | 2    | Maria Moya        | 46 s 152 | Q        |
| 2     | 3    | Jazzmyn Foster    | 46 s 868 |          |
| 2     | 4    | Adriana Cantillo  | 52 s 368 |          |
| 3     | 1    | Nerea Langa       | 46 s 624 | Q        |
| 3     | 2    | Mathilde Pédronno | 46 s 640 |          |
| 3     | 3    | Solymar Vivas     | 46 s 805 |          |
| 3     | 4    | Varsha Puranik    | 46 s 990 |          |
| 4     | 1    | Asja Varani       | 46 s 189 | Q        |
| 4     | 2    | Idalis de Leon    | 46 s 322 | Q        |
| 4     | 3    | Micaela Siri      | 46 s 401 | Q        |
| 4     | 4    | Karinne Tam       | 49 s 324 |          |

| Série | Rang | Patineuse      | Temps        | Résultat |
| ----- | ---- | -------------- | ------------ | -------- |
| 1     | 1    | Asja Varani    | 46 s 783     | Q        |
| 1     | 2    | Chen Ying-chu  | 46 s 888     | Q        |
| 1     | 3    | Nerea Langa    | 47 s 067     |          |
| 1     | 4    | Maria Moya     | 47 s 343     |          |
| 2     | 1    | Geiny Guzman   | 47 s 122     | Q        |
| 2     | 2    | Anna Schimek   | 47 s 336     | Q        |
| 2     | 3    | Micaela Siri   | 47 s 412     |          |
| 2     | 4    | Idalis de Leon | Disqualifiée |          |

| Série | Rang          | Patineuse     | Temps        |
| ----- | ------------- | ------------- | ------------ |
| 1     | Médaille d'or | Anna Schimek  | 46 s 992     |
| 1     | -             | Geiny Guzman  | Disqualifiée |
| 1     | -             | Asja Varani   | Disqualifiée |
| 1     | -             | Chen Ying-chu | Disqualifiée |

#### 1 000msprint
Hommes
| Série | Rang | Patineur           | Temps          | Résultat |
| ----- | ---- | ------------------ | -------------- | -------- |
| 1     | 1    | Andres Jimenez     | 1 min 23 s 633 | Q        |
| 1     | 2    | Duccio Marsili     | 1 min 23 s 748 | Q        |
| 1     | 3    | Giuseppe Bramante  | 1 min 23 s 786 | Q        |
| 1     | 4    | Jorge Martinez     | 1 min 23 s 960 | Q        |
| 1     | 5    | Mike Páez          | 1 min 24 s 302 | Q        |
| 1     | 6    | Jose Moncada       | 1 min 26 s 674 |          |
| 1     | 7    | Dhanush Babu       | 1 min 32 s 871 |          |
| 2     | 1    | Daniel Zapata      | 1 min 26 s 119 | Q        |
| 2     | 2    | Martin Ferrié      | 1 min 26 s 245 |          |
| 2     | 3    | Ku Chang-chin      | 1 min 27 s 054 |          |
| 2     | 4    | Francisco Reyes    | 1 min 27 s 543 |          |
| 2     | 5    | Christian Kromoser | 1 min 27 s 598 |          |
| 2     | 6    | Walter Urrutia     | 1 min 27 s 725 |          |
| 2     | 7    | James Sadler       | 1 min 28 s 276 |          |
| 3     | 1    | Yvan Sivilier      | 1 min 25 s 276 | Q        |
| 3     | 2    | Simon Albrecht     | 1 min 25 s 406 | Q        |
| 3     | 3    | Kuo Li-yang        | 1 min 25 s 464 | Q        |
| 3     | 4    | Francisco Peula    | 1 min 25 s 628 | Q        |
| 3     | 5    | Santiago Roumec    | 1 min 25 s 637 | Q        |
| 3     | 6    | Michael Garcia     | 1 min 28 s 446 |          |
| 3     | 7    | Bayron Siles       | 1 min 31 s 308 |          |
| 4     | 1    | Bart Swings        | 1 min 24 s 765 | Q        |
| 4     | 2    | David Sarmiento    | 1 min 24 s 866 | Q        |
| 4     | 3    | Michal Prokop      | 1 min 25 s 132 | Q        |
| 4     | 4    | Ricardo Verdugo    | 1 min 25 s 151 | Q        |
| 4     | 5    | Hugo Ramirez       | 1 min 25 s 235 | Q        |
| 4     | 6    | Nils Buhnemann     | 1 min 25 s 936 |          |

| Série | Rang | Patineur          | Temps          | Résultat |
| ----- | ---- | ----------------- | -------------- | -------- |
| 1     | 1    | Andres Jimenez    | 1 min 24 s 449 | Q        |
| 1     | 2    | Duccio Marsili    | 1 min 24 s 668 | Q        |
| 1     | 3    | Simon Albrecht    | 1 min 24 s 773 | Q        |
| 1     | 4    | Daniel Zapata     | 1 min 24 s 935 |          |
| 1     | 5    | Hugo Ramirez      | 1 min 24 s 970 |          |
| 1     | 6    | Santiago Roumec   | 1 min 25 s 246 |          |
| 1     | 7    | Mike Páez         | 1 min 25 s 348 |          |
| 1     | 8    | David Sarmiento   | 1 min 25 s 499 |          |
| 2     | 1    | Bart Swings       | 1 min 23 s 931 | Q        |
| 2     | 2    | Giuseppe Bramante | 1 min 24 s 188 | Q        |
| 2     | 3    | Francisco Peula   | 1 min 24 s 422 | Q        |
| 2     | 4    | Ricardo Verdugo   | 1 min 24 s 499 | Q        |
| 2     | 5    | Yvan Sivilier     | 1 min 24 s 743 | Q        |
| 2     | 6    | Michal Prokop     | 1 min 25 s 053 |          |
| 2     | 7    | Kuo Li-yang       | 1 min 25 s 476 |          |
| 2     | 8    | Jorge Martinez    | 1 min 25 s 595 |          |

| Série | Rang               | Patineur          | Temps          |
| ----- | ------------------ | ----------------- | -------------- |
| 1     | Médaille d'or      | Duccio Marsili    | 1 min 26 s 974 |
| 1     | Médaille d'argent  | Ricardo Verdugo   | 1 min 27 s 026 |
| 1     | Médaille de bronze | Bart Swings       | 1 min 27 s 339 |
| 1     | 4                  | Simon Albrecht    | 1 min 27 s 609 |
| 1     | 5                  | Francisco Peula   | 1 min 27 s 887 |
| 1     | 6                  | Andres Jimenez    | 1 min 27 s 974 |
| 1     | 7                  | Yvan Sivilier     | 1 min 27 s 999 |
| 1     | 8                  | Giuseppe Bramante | Disqualifié    |

Femmes
| Série | Rang | Patineuse            | Temps          | Résultat |
| ----- | ---- | -------------------- | -------------- | -------- |
| 1     | 1    | Aarathy Kasturi      | 1 min 30 s 848 | Q        |
| 1     | 2    | Johana Viveros       | 1 min 30 s 947 | Q        |
| 1     | 3    | Gabriela Vargas      | 1 min 30 s 997 | Q        |
| 1     | 4    | Rocio Berbel         | 1 min 31 s 104 | Q        |
| 1     | 5    | Solymar Vivas        | 1 min 32 s 973 |          |
| 1     | 6    | Jazzmyn Foster       | 1 min 33 s 813 |          |
| 1     | 7    | Adriana Cantillo     | Abandon        |          |
| 2     | 1    | Valentina Letelier   | 1 min 32 s 473 | Q        |
| 2     | 2    | Angy Quintero        | 1 min 32 s 624 | Q        |
| 2     | 3    | Anna Schimek         | 1 min 32 s 850 | Q        |
| 2     | 4    | Nerea Langa          | 1 min 33 s 055 |          |
| 2     | 5    | Kelsey Rodgers       | 1 min 33 s 542 |          |
| 2     | 6    | Micaela Siri         | 1 min 33 s 631 |          |
| 2     | 7    | Varsha Puranik       | 1 min 34 s 059 |          |
| 3     | 1    | Larissa Gaiser       | 1 min 30 s 741 | Q        |
| 3     | 2    | Dominika Gardi       | 1 min 30 s 828 | Q        |
| 3     | 3    | Carolina Huerta      | 1 min 31 s 114 | Q        |
| 3     | 4    | Luisa Woolaway       | 1 min 31 s 225 | Q        |
| 3     | 5    | Angelica Diaz        | 1 min 31 s 361 | Q        |
| 3     | 6    | Maria Moya           | 1 min 32 s 762 | Q        |
| 4     | 1    | Alejandra Traslaviña | 1 min 30 s 768 | Q        |
| 4     | 2    | Yang Yung-chi        | 1 min 31 s 476 | Q        |
| 4     | 3    | Marine Lefeuvre      | 1 min 32 s 254 | Q        |
| 4     | 4    | Mathilde Pédronno    | 1 min 33 s 079 |          |
| 4     | 5    | Vanessa Wong         | 1 min 33 s 128 |          |
| 4     | 6    | Karinne Tam          | 1 min 37 s 420 |          |

| Série | Rang | Patineuse            | Temps          | Résultat |
| ----- | ---- | -------------------- | -------------- | -------- |
| 1     | 1    | Yang Yung-chi        | 1 min 31 s 251 | Q        |
| 1     | 2    | Valentina Letelier   | 1 min 31 s 402 | Q        |
| 1     | 3    | Marine Lefeuvre      | 1 min 31 s 469 | Q        |
| 1     | 4    | Anna Schimek         | 1 min 31 s 474 |          |
| 1     | 5    | Rocio Berbel         | 1 min 31 s 545 |          |
| 1     | 6    | Dominika Gardi       | 1 min 31 s 553 |          |
| 1     | 7    | Carolina Huerta      | 1 min 31 s 832 |          |
| 1     | 8    | Larissa Gaiser       | 1 min 31 s 929 |          |
| 2     | 1    | Johana Viveros       | 1 min 29 s 264 | Q        |
| 2     | 2    | Gabriela Vargas      | 1 min 29 s 369 | Q        |
| 2     | 3    | Alejandra Traslaviña | 1 min 29 s 435 | Q        |
| 2     | 4    | Angy Quintero        | 1 min 29 s 779 | Q        |
| 2     | 5    | Angelica Diaz        | 1 min 30 s 858 | Q        |
| 2     | 6    | Luisa Woolaway       | 1 min 43 s 600 |          |
| 2     | 7    | Maria Moya           | 1 min 58 s 510 |          |
| 2     | 8    | Aarathy Kasturi      | Disqualifiée   |          |

| Série | Rang               | Patineuse            | Temps          |
| ----- | ------------------ | -------------------- | -------------- |
| 1     | Médaille d'or      | Johana Viveros       | 1 min 35 s 824 |
| 1     | Médaille d'argent  | Angy Quintero        | 1 min 36 s 045 |
| 1     | Médaille de bronze | Gabriela Vargas      | 1 min 36 s 839 |
| 1     | 4                  | Yang Yung-chi        | 1 min 36 s 874 |
| 1     | 5                  | Valentina Letelier   | 1 min 37 s 144 |
| 1     | 6                  | Marine Lefeuvre      | 1 min 37 s 564 |
| 1     | 7                  | Angelica Diaz        | 1 min 37 s 572 |
| 1     | 8                  | Alejandra Traslaviña | Disqualifiée   |

#### 10 000mà points
| Rang               | Patineur           | Points      |
| ------------------ | ------------------ | ----------- |
| Médaille d'or      | Bart Swings        | 18          |
| Médaille d'argent  | Martin Ferrié      | 11          |
| Médaille de bronze | Nils Buhnemann     | 11          |
| 4                  | Giuseppe Bramante  | 9           |
| 5                  | Francisco Peula    | 5           |
| 6                  | Hugo Ramirez       | 5           |
| 7                  | Miguel Fonseca     | 3           |
| 8                  | David Sarmiento    | 0           |
| 9                  | Michal Prokop      | 0           |
| 10                 | Daniel Zapata      | Éliminé     |
| -                  | Santiago Roumec    | Abandon     |
| -                  | Carlos Tarazona    | Abandon     |
| -                  | Mike Páez          | Abandon     |
| -                  | Christian Kromoser | Abandon     |
| -                  | Michael Garcia     | Abandon     |
| -                  | Ku Chang-Chin      | Disqualifié |

| Rang               | Patineuse            | Points   |
| ------------------ | -------------------- | -------- |
| Médaille d'or      | Johana Viveros       | 19       |
| Médaille d'argent  | Marine Lefeuvre      | 9        |
| Médaille de bronze | Gabriela Vargas      | 9        |
| 4                  | Alejandra Traslaviña | 8        |
| 5                  | Larissa Gaiser       | 6        |
| 6                  | Yang Yung-chi        | 5        |
| 7                  | Angy Quintero        | 5        |
| 8                  | Rocio Berbel         | 4        |
| 9                  | Luisa Woolaway       | 2        |
| 10                 | Valentina Letelier   | 0        |
| 11                 | Aarathy Kasturi      | Éliminée |
| 12                 | Dominika Gardi       | Éliminée |
| -                  | Angelica Diaz        | Abandon  |
| -                  | Kelsey Rodgers       | Abandon  |
| -                  | Vanessa Wong         | Abandon  |
| -                  | Yuliana Abarca       | Abandon  |
| -                  | Sofia Serrano        | Forfait  |

#### 10 000m
| Rang               | Patineur           | Temps           | Écart       |
| ------------------ | ------------------ | --------------- | ----------- |
| Médaille d'or      | Bart Swings        | 15 min 16 s 914 | -           |
| Médaille d'argent  | Daniel Zapata      | 15 min 17 s 393 | +0 s 479    |
| Médaille de bronze | Giuseppe Bramante  | 15 min 21 s 510 | +4 s 596    |
| 4                  | Miguel Fonseca     | Éliminé         | Éliminé     |
| 5                  | Ku Chang-chin      | Éliminé         | Éliminé     |
| 6                  | Nils Buhnemann     | Éliminé         | Éliminé     |
| 7                  | Santiago Roumec    | Éliminé         | Éliminé     |
| 8                  | Carlos Tarazona    | Éliminé         | Éliminé     |
| 9                  | Mike Páez          | Éliminé         | Éliminé     |
| 10                 | Francisco Peula    | Éliminé         | Éliminé     |
| 11                 | David Sarmiento    | Éliminé         | Éliminé     |
| 12                 | Christian Kromoser | Éliminé         | Éliminé     |
| 13                 | Michael Garcia     | Éliminé         | Éliminé     |
| 14                 | Michal Prokop      | Abandon         | Abandon     |
| -                  | Hugo Ramirez       | Disqualifié     | Disqualifié |
| -                  | Martin Ferrié      | Disqualifié     | Disqualifié |

| Rang               | Patineuse            | Temps           | Écart    |
| ------------------ | -------------------- | --------------- | -------- |
| Médaille d'or      | Johana Viveros       | 16 min 48 s 975 | -        |
| Médaille d'argent  | Alejandra Traslaviña | 16 min 49 s 099 | +0 s 124 |
| Médaille de bronze | Gabriela Vargas      | 16 min 49 s 595 | +0 s 620 |
| 4                  | Valentina Letelier   | 16 min 51 s 255 | +2 s 280 |
| 5                  | Marine Lefeuvre      | Éliminée        | Éliminée |
| 6                  | Angy Quintero        | Éliminée        | Éliminée |
| 7                  | Dominika Gardi       | Éliminée        | Éliminée |
| 8                  | Luisa Woolaway       | Éliminée        | Éliminée |
| 9                  | Aarathy Kasturi      | Éliminée        | Éliminée |
| 10                 | Larissa Gaiser       | Éliminée        | Éliminée |
| 11                 | Angelica Diaz        | Éliminée        | Éliminée |
| 12                 | Kelsey Rodgers       | Éliminée        | Éliminée |
| 13                 | Rocio Berbel         | Éliminée        | Éliminée |
| 14                 | Vanessa Wong         | Éliminée        | Éliminée |
| 15                 | Yang Yung-chi        | Éliminée        | Éliminée |
| 16                 | Yuliana Abarca       | Éliminée        | Éliminée |
| -                  | Sofia Serrano        | Forfait         | Forfait  |

## Médaillés
Patinage artistique
| Épreuves     | Or                                            | Argent                                              | Bronze                                    |
| ------------ | --------------------------------------------- | --------------------------------------------------- | ----------------------------------------- |
| Libre hommes | Pau Garcia                                    | Alessandro Liberatore                               | Tim Niclas Schubert                       |
| Libre femmes | Rebecca Tarlazi                               | Andrea Silva                                        | Carla Escrich                             |
| Couples      | Portugal- Ana Luisa Monteiro - Pedro Monteiro | Italie- Asya Sofia Testoni - Giovanni Piccolantonio | Colombie- Brayan Carreno - Daniela Gerena |

Roller hockey
| Épreuves         | Or | Argent | Bronze |
| ---------------- | --- | --- | --- |
| Tournoi masculin | États-Unis - Peter Kavaya - Travis Noe - Brandon Hawkins - Nathan Sigmund - Tyler Kraft - Joseph Dimartino - Michael Maczynski - Troy Redmann - Peter Dimartino Jr - Derrick Bunett - Garret Ross - Brett Onlinger - William Pascalli - Jack Combs | Tchéquie - Ales Chamrad - Mikulas Zboril - Jakub Bernad - Stepan Turek - Oscar Flynn - Dominik Frodl - Daniel Brabec - Patrik Sebek - Petr Kafka - Martin Fiala - Tomas Rubes - Jan Vyoral - Marek Loskot - Filip Kutak | France - Enzo Renou - Théo Faucherand - Baptiste Bouchut - Karl Gabillet - Joan Kerkhove - Sébastien Pasquier - Louis Allo - Damien Lafourcade - Valentin Gonzalez - Elliot Machy - Benoit Ladonne - Maxime Langlois - Lambert Hamon - Théo Fontanille |

Roller de vitesse hommes
| Épreuves               | Or             | Argent          | Bronze            |
| ---------------------- | -------------- | --------------- | ----------------- |
| Sur piste              |                |                 |                   |
| 200 m contre-la-montre | Duccio Marsili | Andrés Jiménez  | Yvan Sivilier     |
| 500 m sprint           | Andrés Jiménez | Duccio Marsili  | Kuo Li-yang       |
| 1 000 m sprint         | Duccio Marsili | Ricardo Verdugo | Bart Swings       |
| 10 000 m à points      | Bart Swings    | Martin Ferrié   | Nils Bühnemann    |
| 10 000 m               | Bart Swings    | Daniel Zapata   | Giuseppe Bramante |
| Sur route              |                |                 |                   |
| 100 m                  | Jorge Martínez | Kuo Li-yang     | Duccio Marsili    |
| Sprint un tour         | Duccio Marsili | Yvan Sivilier   | Simon Albrecht    |
| 10 000 m à points      | Bart Swings    | Daniel Zapata   | Mike Páez         |
| 15 000 m               | Bart Swings    | Martin Ferrié   | Patxi Peula       |

Roller de vitesse femmes
| Épreuves               | Or                | Argent               | Bronze          |
| ---------------------- | ----------------- | -------------------- | --------------- |
| Sur piste              |                   |                      |                 |
| 200 m contre-la-montre | Geiny Pájaro      | Asja Varani          | Chen Ying-chu   |
| 500 m sprint           | Laethisia Schimek | Non décernée         | Non décernée    |
| 1 000 m sprint         | Johana Viveros    | Angy Quintero        | Gabriela Vargas |
| 10 000 m à points      | Johana Viveros    | Marine Lefeuvre      | Gabriela Vargas |
| 10 000 m               | Johana Viveros    | Alejandra Traslaviña | Gabriela Vargas |
| Sur route              |                   |                      |                 |
| 100 m                  | Geiny Pájaro      | Chen Ying-chu        | Asja Varani     |
| Sprint un tour         | Nerea Langa       | Mathilde Pédronno    | Chen Ying-chu   |
| 10 000 m à points      | Gabriela Vargas   | Johana Viveros       | Marine Lefeuvre |
| 15 000 m               | Johana Viveros    | Valentina Letelier   | Marine Lefeuvre |

## Tableau des médailles
- Pays organisateur

| Rang  | Nation         | Or | Argent | Bronze | Total |
| ----- | -------------- | -- | ------ | ------ | ----- |
| 1     | Colombie       | 7  | 4      | 1      | 12    |
| 2     | Italie         | 4  | 4      | 3      | 11    |
| 3     | Belgique       | 4  | 0      | 1      | 5     |
| 4     | Espagne        | 2  | 1      | 2      | 5     |
| 5     | Mexique        | 1  | 1      | 1      | 3     |
| 6     | Équateur       | 1  | 0      | 3      | 4     |
| 7     | Allemagne      | 1  | 0      | 3      | 4     |
| 8     | Portugal       | 1  | 0      | 0      | 1     |
| 9     | États-Unis     | 1  | 0      | 0      | 1     |
| 10    | France         | 0  | 5      | 4      | 9     |
| 11    | Taipei chinois | 0  | 2      | 3      | 5     |
| 12    | Chili          | 0  | 2      | 0      | 2     |
| 13    | Tchéquie       | 0  | 1      | 0      | 1     |
| 14    | Venezuela      | 0  | 1      | 0      | 1     |
| Total | Total          | 22 | 21     | 21     | 64    |